# SCS Software
SCS Software és una empresa txeca de desenvolupament de programari. Creada en 1997 té la seu a Praga, República Txeca. L'empresa ha produït diversos videojocs per a PC i Mac incloent la sèrie 18 Wheels of Steel, la sèrie Hunting Unlimited, OceanDive, Deer Drive, Bus Driver o Euro Truck Simulator i l'últim produït, American Truck Simulator. També ha desenvolupat diversos motors gràfics com Prism3D o Terreng.

## Jocs

### 18 Wheels of Steel
La sèrie 18 Wheels of Steel es basa en la conducció de camions a la regió d'Amèrica del Nord. Els títols de la sèrie es mostren a continuació:
- Hard Truck: 18 Wheels of Steel [2002]
- 18 Wheels of Steel: Across America [2003]
- 18 Wheels of Steel: Pedal to the Metall [2004]
- 18 Wheels of Steel: Comnvoy [2005]
- 18 Wheels of Steel: Haulin [2006]
- 18 Wheels of Steel: American Long Haul [2007]
- 18 Wheels of Steel: Extreme Trucker [2009]
- 18 Wheels of Steel: Extreme Trucker 2 [2011]

### Euro Truck Simulator
La sèrie Euro Truck Simulator es basa també en la conducció de camions, però als països europeus.
- Euro Truck Simulator [2008]
- UK Truck Simulator [2010]
- German Truck Simulator [2010]
- Trucks & Tràilers [2011]
- Scania Truck Driving Simulator [2012]
- Euro Truck Simulator 2 [2012]

### American Truck Simulator
American Truck Simulator (2016)

### Bus Driver
Bus Driver és un simulador d'autobusos creat al març de 2007, ens posa al volant de nombrosos autobusos en una ciutat fictícia basada a Amèrica del Nord.

## Motors gràfics
- TERRENG - utilitzat a Deer Hunter I, II, 3, i altres jocs de caça.
- Prism3D - El motor actual. Utilitzat a la majoria de jocs nous com : 911: Fire and Rescue, Duke Nukem: Manhattan Project, Shark! Hunting the Great White, Hunting Unlimited.